# Dozyteusz (patriarcha Konstantynopola)
Dozyteusz, gr. Δοσίθεος, Dositheos – patriarcha Jerozolimy do 1191 r., patriarcha Konstantynopola w latach 1189–1191.

## Życiorys
Ojciec Dozyteusza Witiklin był wenecjaninem. Dozyteusz był mnichem w klasztorze Studion w Konstantynopolu. O jego życiu do połowy lat 80. XI wieku nic nie wiadomo. Został patriarchą Jerozolimy po Leoncjuszu II i sprawował swoje obowiązki do 1187 r., do zdobycia Jerozolimy przez Saladyna. Należał do osobistych przyjaciół Izaaka Angelosa.
Według legendy przepowiedział Izaakowi, że zostanie cesarzem i proroctwo to spełniło się. Pod koniec 1188 r. cesarz, który do tego czasu zmienił już 3 patriarchów, postanowił osadzić na tronie patriarszym Konstantynopola Dozyteusza. Ponieważ był on jednocześnie patriarchą Jerozolimy, Izaak zwrócił się o pomoc do wybitnego kanonisty tych czasów, patriarchy Antiochii Teodora IV Balsamona. W lutym 1189 r. cesarz przedstawił na soborze zgromadzonym hierarchom obszerny tomos (Traktat o przeniesieniach), który pozwolił mu, przy aprobacie zebranego duchowieństwa, osadzić Dozyteusza na tronie patriarszym Konstantynopola. Patriarchą Jerozolimy został Marek II. Dozyteusz utrzymał się na swym nowym urzędzie tylko 9 dni. Pod naciskiem swych przeciwników politycznych, Izaak II zmuszony był powołać w jego miejsce Leoncjusza Teotokitę. Zmiana patriarchy została wyjaśniona cudowną interwencją Matki Bożej, która miała wskazać, że Leoncjusz jest lepszym kandydatem.
Umocniwszy swoją pozycję, Izaak II odsunął Leoncjusza i ponownie umieścił Dozyteusza na tronie patriarszym pod koniec września lub na początku października 1189 r. I tym razem swą decyzję uzasadnił interwencją Bogarodzicy. Dozyteusz zajmował stanowisko antyłacińskie i aktywnie uczestniczył w polityce zagranicznej Cesarstwa. W lutym 1190 r. został podpisany z jego udziałem traktat pokojowy pomiędzy Izaakiem II i cesarzem rzymskim Fryderykiem I Barbarossą. We wrześniu 1191 r. przeciwnikom politycznym Izaaka II udało się doprowadzić do złożenia Dozyteusza z urzędu. Zebrany w Konstantynopolu sobór, ogłosił wybór Dozyteusza w 1189 r. za niekanoniczny i nakazał mu powrót na stolicę patriarszą w Jerozolimie. Dozyteusz nie skorzystał z tej okazji i 10 września 1191 r. zrzekł się obydwu stolic patriarszych.
Głównym źródłem do patriarchatu Dozyteusza jest Historia Nicetasa Choniatesa i XIII-wieczna Kronika Efraima. Zachowało się sześć pieczęci Dozyteusza. Z wyglądu niemal identyczne o średnicy 29–34 mm, posiadają na awersie wizerunek Matki Bożej z Dzieciątkiem, a na odwrocie napis: Dozyteusz, z łaski Bożej arcybiskup Konstantynopola, Nowego Rzymu i patriarcha ekumeniczny.